# Dan Severn
Daniel Severn (né le 8 juin 1958 à Coldwater), est un pratiquant américain d'arts martiaux mixtes, un catcheur (lutteur professionnel) et un lutteur. Il est célèbre pour ses victoires remportés lors des premiers tournois de l'Ultimate Fighting Championship en 1994.
Il fait de la lutte au lycée puis à l'université d'État de l'Arizona et participe aux sélections américaines de lutte libre en 1984. Il doit arrêter sa carrière de lutteur en 1988 à la suite d'une blessure au genou.
Il a également combattu dans de nombreuses organisation de NHB et de shoot wrestling comme l'International Fighting Championship, l'Extreme Challenge, le Future Brawl, l'United Shoot Wrestling Federation, le Pride FC, le U-Japan, le King of the Cage, le Gladiator Challenge et de nombreuses organisations brésiliennes de vale tudo.
En 2011, il veut mettre fin à sa carrière de la même manière qu'il l'a commencé, en affrontant Royce Gracie à l'UFC de Rio de Janeiro en août 2011. Cependant l'affrontement n'a pas eu lieu.
Le 2 janvier 2013, il annonce sa retraite après 19 ans de carrière à l'âge de 54 ans ce qui lui permet de finir avec un bilan de 101-19-7 en MMA.
En parallèle à sa carrière de pratiquant d'arts martiaux mixtes, Severn fait aussi du catch et remporte notamment le championnat du monde poids lourd de la National Wrestling Alliance à deux reprises. En 1998, il apparaît à la World Wrestling Federation où il fait partie du clan National Wrestling Alliance.

## Jeunesse
Severn a quatre frères dont un aîné. Il fait de la lutte au lycée et remporte le championnat national de lutte en 1976 dans la catégorie des moins de 191.5 lb (87 kg) en lutte libre et en lutte gréco-romaine.
Il obtient une bourse sportive à l'université d'État de l'Arizona. Dès sa première année, il impressionne en restant invaincu après 26 victoires mais se blesse aux ligament antérieur d'un genou. Il revient de blessure et est un All-American en 1980 se classant 2e dans la catégorie des moins de 190 lb (86 kg) et 4e chez les toutes catégories l'année suivante. En 1980, il se qualifie pour être dans l'équipe olympique de lutte mais il n'y participe pas à cause du boycott des Jeux olympiques de Moscou par les États-Unis.
Il est ensuite entraîneur de l'équipe de lutte de l'université d'État de l'Arizona tout en s'entraînant pour les Jeux olympiques d'été de 1984. Il affronte Lou Banach dans trois combats pour désigner le participant pour les Jeux dans la catégorie des plus de 100 kg. Le dernier combat est décisif et Severn perd à cause des décisions controversés des arbitres qui ne valident pas un de ses tombé.
Il poursuit sa carrière avec comme objectif de participer aux Jeux olympiques d'été de 1988. De plus sa colère contre les arbitres des sélections américaines se transforme en détermination à atteindre cet objectif. Il remporte plusieurs compétitions notamment le championnat panaméricain de lutte libre en 1985 chez les plus de 100 kg ainsi qu'une manche de la Coupe du monde lutte libre à Toledo en 1986 dans cette même catégorie. En 1988, il se déchire les ligaments croisé antérieur du genou et ne peut pas participer aux sélection américaines.

## Carrière de catcheur

### Entraînement et débuts au Japon (1992-1994)
Alors qu'il est entraîneur de l'équipe de lutte de l'université du Michigan, Severn rencontre le catcheur Al Snow qui l'entraîne pour devenir catcheur. Il fait ses premiers combats au Japon à la Union of Wrestling Forces International (en) (UWFi).

### Retour aux États-Unis (1993-1998)
Severn retourne aux États-Unis où il lutte à la All American Pro Wrestling.
En 1995, il ouvre un centre d'entraînement à Coldwater, dans le Michigan, pour la lutte amateur et professionnelle ainsi que pour les arts martiaux mixtes, tout en formant les forces de l'ordre, les premiers intervenants, les air marshals, la patrouille des frontières et les militaires.

## Palmarès

### En arts martiaux mixtes
| 127 combats    | 101 victoires | 19 défaites |
| Par KO         | 17            | 4           |
| Par soumission | 60            | 8           |
| Sur décision   | 24            | 7           |
| Égalités       | 7             | 7           |

| Résultat | Record   | Adversaire            | Méthode                                 | Événement                                                         | Date               | Round | Temps | Lieu                                    | Notes                                    |
| -------- | -------- | --------------------- | --------------------------------------- | ----------------------------------------------------------------- | ------------------ | ----- | ----- | --------------------------------------- | ---------------------------------------- |
| Victoire | 101-19-7 | Alex Rozman           | Décision unanime                        | Blue Blood MMA                                                    | 28 avril 2012      | 3     | 5:00  | Davenport (Iowa)                        |                                          |
| Défaite  | 100-19-7 | Lee Beane             | KO (coups de poing)                     | Paul Vandale Promotions: The Beast Comes East                     | 20 mai 2011        | 1     | 3:28  | Worcester (Massachusetts)               |                                          |
| Défaite  | 100-18-7 | Ryan Fortin           | KO (coups de poing)                     | King Of The Cage: Mile Zero                                       | 29 avril 2011      | 3     | 4:04  | Dawson Creek                            |                                          |
| Victoire | 100-17-7 | Aaron Garcia          | Soumission (neck crank)                 | KOTC: Texas                                                       | 16 avril 2011      | 1     | 2:18  | Lubbock (Texas)                         |                                          |
| Victoire | 99-17-7  | Cal Worsham           | Décision unanime                        | Gladiator Challenge: Legends Collide 2                            | 20 février 2011    | 3     | 5:00  | San Jacinto (Californie)                |                                          |
| Victoire | 98-17-7  | Scott Fraser          | Soumission (étranglement en triangle)   | Elite-1 MMA: Tapping Out                                          | 29 janvier 2011    | 1     | 4:59  | Moncton (Canada)                        |                                          |
| Victoire | 97-17-7  | William Hatch         | Soumission (étranglement en triangle)   | King of the Cage: Black Ops                                       | 4 décembre 2010    | 1     | 4:23  | Cold Lake (Canada)                      |                                          |
| Victoire | 96-17-7  | Tom Benesocky         | Soumission (étranglement en triangle)   | King of the Cage 48                                               | 21 novembre 2010   | 1     | 1:33  | Edmonton (Canada)                       |                                          |
| Victoire | 95-17-7  | Chad Olmstead         | KO technique (coups de poing)           | King of the Cage: Lock Down                                       | 30 juillet 2010    | 2     | 1:27  | Edmonton (Canada)                       |                                          |
| Victoire | 94-17-7  | Sam Flood             | Soumission (étranglement en guillotine) | King of the Cage: Fearless                                        | 24 avril 2010      | 1     | 4:24  | Penticton (Canada)                      |                                          |
| Victoire | 93-17-7  | Buddie Dixon          | KO technique (coups de poing)           | King of the Cage: Thunderstruck ll                                | 18 mars 2010       | 2     | 2:22  | Calgary (Canada)                        |                                          |
| Victoire | 92-17-7  | Eddie Trotter         | KO technique (arrêt du médecin)         | GFC: Gladiator Fighting Championship                              | 24 octobre 2009    | 1     | 5:00  | Jenkins (Kentucky)                      |                                          |
| Victoire | 91-17-7  | Woody Young           | Soumission (étranglement en triangle)   | KOTC: Disputed                                                    | 25 juillet 2009    | 2     | 2:31  | Sault Sainte-Marie (Michigan)           |                                          |
| Victoire | 90-17-7  | Steve Eakins          | Décision unanime                        | Gladiator Challenge: The Beast                                    | 16 mai 2009        | 3     | 5:00  | Elko (Nevada)                           |                                          |
| Défaite  | 89-17-7  | William Richey        | Décision                                | Iroquois: MMA Championships 7                                     | 24 janvier 2009    | 3     | 5:00  | Hagersville (en) (Canada)               |                                          |
| Défaite  | 89-16-7  | Pavel Botka           | Décision                                | Heaven or Hell: Hell Cage                                         | 3 mai 2008         | NC    | NC    | Prague (République tchèque)             |                                          |
| Victoire | 89-15-7  | Damon Clark           | Soumission (kimura)                     | WFC: Armageddon                                                   | 12 avril 2008      | 1     | 2:30  | Denver (Colorado)                       |                                          |
| Victoire | 88-15-7  | Colin Robinson        | Décision unanime                        | Cage Wars: Max Extreme fighting                                   | 9 mars 2008        | 3     | NC    | Belfast (Grande-Bretagne)               |                                          |
| Victoire | 87-15-7  | Ian Asham             | Soumission (kimura)                     | Iroquois: MMA Championships II                                    | 9 février 2008     | NC    | NC    | Ohsweken (en) (Canada)                  |                                          |
| Victoire | 86-15-7  | Don Richard           | Décision unanime                        | KOTC: Bad Boys                                                    | 21 novembre 2007   | 3     | 5:00  | Nouveau-Mexique                         |                                          |
| Victoire | 85-15-7  | Jimmy Westfall        | Décision unanime                        | Universal Fight Promotions                                        | 13 octobre 2007    | 3     | 5:00  | Nouveau-Mexique                         |                                          |
| Victoire | 84-15-7  | Mark Smith            | KO technique (arrêt du coin)            | Titans of the Pentagon                                            | 22 septembre 2007  | 1     | NC    | San José (Costa Rica)                   |                                          |
| Victoire | 83-15-7  | Victor Vincelette     | Soumission (étranglement)               | WFC: Rumble in the Red Rocks                                      | 9 juin 2007        | 1     | 1:35  | Camp Verde (Arizona)                    |                                          |
| Victoire | 82-15-7  | Terrell Pree          | Soumission (clé de bras)                | WVF: Minot                                                        | 21 avril 2007      | 1     | 4:18  | Minot (Dakota du Nord)                  |                                          |
| Victoire | 81-15-7  | Jason Keith           | Soumission (étranglement arrière)       | GC 60: Invasion                                                   | 23 mars 2007       | 1     | 2:36  | Farmington (Nouveau-Mexique)            |                                          |
| Victoire | 80-15-7  | Kasey Geyer           | Soumission (étranglement arrière)       | CCCF: Riverwind Rumble                                            | 24 février 2007    | 2     | 1:25  | Norman (Oklahoma)                       |                                          |
| Victoire | 79-15-7  | Clifford Coon         | Soumission (étranglement arrière)       | CCCF: Red River Riot                                              | 17 février 2007    | 1     | 1:53  | Thackerville (Oklahoma)                 |                                          |
| Défaite  | 78-15-7  | Dave Legeno           | Décision unanime                        | Cage Rage 20                                                      | 10 février 2007    | 3     | 5:00  | Londres (Grande-Bretagne)               |                                          |
| Victoire | 78-14-7  | Wade Hamilton         | Soumission (keylock)                    | KOTC: Mass Destruction                                            | 26 janvier 2007    | 1     | 3:08  | Mount Pleasant (Michigan)               |                                          |
| Victoire | 77-14-7  | Chris Clark           | Soumission (heel hook)                  | IFC: Rumble on the River 2                                        | 10 novembre 2006   | 1     | 3:08  | Kearney (Nebraska)                      |                                          |
| Victoire | 76-14-7  | Brian Heden           | Décision                                | NFA: Night of the Beast                                           | 23 septembre 2006  | 4     | 5:00  | Fargo (Dakota du Nord)                  |                                          |
| Victoire | 75-14-7  | Skip Hall             | Soumission (étranglement)               | Independent event                                                 | 26 août 2006       | 1     | NC    | Alabama                                 |                                          |
| Victoire | 74-14-7  | Lanny Griffin         | Soumission (scarf hold)                 | Indiana Martial Arts                                              | 12 août 2006       | 1     | 0:46  | Fort Wayne (Indiana)                    |                                          |
| Victoire | 73-14-7  | Robert Berry          | Soumission (étranglement arrière)       | MMA Total Combat 16                                               | 3 juin 2006        | 1     | 4:21  | Spennymoor (Grande-Bretagne)            |                                          |
| Victoire | 72-14-7  | Victor Vincelette     | Soumission (coups de poing)             | WFC: Rumble in the Rockies                                        | 21 janvier 2006    | 1     | 1:22  | Loveland (Colorado)                     |                                          |
| Défaite  | 71-14-7  | Joop Kasteel          | KO (coups de poing)                     | Rings Holland: Men of Honor                                       | 11 décembre 2005   | 1     | 1:28  | Utrecht (Pays-Bas)                      |                                          |
| Victoire | 71-13-7  | Tyson Smith           | Soumission (coups de poing)             | Action Wrestling Entertainment                                    | 5 octobre 2005     | 1     | 4:12  | Winnipeg (Canada)                       |                                          |
| Défaite  | 70-13-7  | Victor Valimaki       | Décision unanime                        | MFC 8: Resurrection                                               | 9 septembre 2005   | 3     | 5:00  | Edmonton (Canada)                       |                                          |
| Victoire | 70-12-7  | Rick Collup           | Soumission (coups de genoux)            | GC 39: Titans Collide                                             | 17 juillet 2005    | 2     | 3:11  | Porterville (Californie)                |                                          |
| Victoire | 69-12-7  | Shannon Ritch         | Soumission (étranglement en triangle)   | Extreme Wars: X-1                                                 | 2 juillet 2005     | 2     | 1:05  | Honolulu (Hawaï)                        |                                          |
| Victoire | 68-12-7  | Shannon Ritch         | Soumission (keylock)                    | Northern Fighting Championships                                   | 3 juin 2005        | 2     | NC    | Alaska                                  |                                          |
| Défaite  | 67-12-7  | Bob Stines            | Soumission (coups de poing)             | Warrior: MMA 4                                                    | 12 mars 2005       | 1     | 0:52  | Corbin (Kentucky)                       |                                          |
| Victoire | 67-11-7  | Cal Worsham           | KO technique (arrêt du médecin)         | GC 34: Legends Collide                                            | 27 janvier 2005    | 3     | 3:29  | Colusa (Californie)                     |                                          |
| Victoire | 66-11-7  | Lee Mein              | KO technique                            | Continental Fighting Championships                                | 20 novembre 2004   | 2     | 1:41  | Saskatoon (Canada)                      |                                          |
| Défaite  | 65-11-7  | James Thompson        | Décision unanime                        | UC 11: Wrath of the Beast                                         | 12 septembre 2004  | 5     | 5:00  | Bristol (Grande-Bretagne)               |                                          |
| Victoire | 65-10-7  | Chad Rafdel           | KO technique (arrêt du coin)            | AFA: Beast                                                        | 31 juillet 2004    | 1     | 3:00  | Iowa                                    |                                          |
| Victoire | 64-10-7  | Hidetada Irie         | Décision unanime                        | Gladiator FC: Day 1                                               | 26 juin 2004       | 3     | 5:00  | Seoul (Corée du Sud)                    |                                          |
| Victoire | 63-10-7  | Ruben Villareal       | Décision                                | GC 27: FightFest 2                                                | 3 juin 2004        | 2     | 5:00  | Colusa (Californie)                     |                                          |
| Victoire | 62-10-7  | Greg Lockhart         | Soumission                              | Dangerzone: Professional Level Cage Fighting                      | 10 avril 2004      | 2     | 1:45  | Osceola (Iowa)                          |                                          |
| Victoire | 61-10-7  | Jonathan Ivey         | Décision unanime                        | Hardcore Fighting Championships 3                                 | 27 mars 2004       | NC    | NC    | Worcester (Massachusetts)               |                                          |
| Défaite  | 60-10-7  | Tony Bonello          | Soumission (étranglement arrière)       | XFC 4: Australia vs The World                                     | 19 mars 2004       | 1     | 1:36  | Brisbane (Australie)                    |                                          |
| Défaite  | 60-9-7   | Ulyses Castro         | Soumission                              | Enter the Beast                                                   | 6 mars 2004        | 3     | 2:45  | Nanaimo (Canada)                        |                                          |
| Égalité  | 60-8-7   | Jerry Vrbanovic       | Égalité                                 | KOTC 33: After Shock                                              | 20 février 2004    | 2     | 5:00  | San Jacinto (Californie)                |                                          |
| Défaite  | 60-8-6   | Seth Petruzelli       | Décision unanime                        | KOTC 32: Bringing Heat                                            | 24 janvier 2004    | 3     | 5:00  | Miami (Floride)                         |                                          |
| Victoire | 60-7-6   | Ray Seraille          | Soumission (clé de bras)                | Pacific X-Treme Combat                                            | 17 janvier 2004    | 3     | 2:03  | Mangilao (Guam)                         |                                          |
| Victoire | 59-7-6   | Mathias Hughes        | Soumission                              | Seasons Beatings                                                  | 18 décembre 2003   | 1     | 2:40  | Winnipeg (Canada)                       |                                          |
| Égalité  | 58-7-6   | Homer Moore           | Égalité                                 | RITC 54: 'The Beast' vs 'The Rock'                                | 25 octobre 2003    | 3     | 3:00  | Phoenix (Arizona)                       |                                          |
| Victoire | 58-7-5   | Gary Dudley           | KO technique (coups de poing)           | Gladiator Challenge 18                                            | 21 août 2003       | 1     | 2:08  | Colusa (Californie)                     |                                          |
| Victoire | 57-7-5   | Dan Christison        | Décision                                | KOTC 24: Mayhem                                                   | 14 juin 2003       | 3     | 5:00  | Albuquerque (Nouveau-Mexique)           |                                          |
| Victoire | 56-7-5   | Shane Moore           | Soumission                              | Hardcore Fighting Championships 1                                 | 24 mai 2003        | 2     | 0:46  | Revere (Massachusetts)                  |                                          |
| Victoire | 55-7-5   | Cory Timmerman        | Décision unanime                        | KOTC 23: Sin City                                                 | 16 mai 2003        | 3     | 5:00  | Las Vegas (Nevada)                      |                                          |
| Défaite  | 54-7-5   | Ulysses Castro        | Décision                                | MFC 6: Road To Gold                                               | 22 février 2003    | 3     | 5:00  | Lethbridge (Alberta)                    |                                          |
| Égalité  | 54-6-5   | Pat Stano             | Égalité                                 | War at the Shore                                                  | 17 janvier 2003    | 3     | 5:00  | Atlantic City (New Jersey)              |                                          |
| Victoire | 54-6-4   | Mike Ward             | Soumission (bulldog choke)              | UC 4: Eyes of the Beast                                           | 1er décembre 2002  | 3     | 1:42  | Chippenham                              |                                          |
| Victoire | 53-6-4   | Justin Eilers         | Décision unanime                        | VFC 3: Total Chaos                                                | 23 novembre 2002   | 3     | 5:00  | Council Bluffs (Iowa)                   |                                          |
| Victoire | 52-6-4   | Mark Smith            | Soumission (keylock)                    | KOTC 18: Sudden Impact                                            | 1er novembre 2002  | 1     | 2:56  | Reno (Nevada)                           |                                          |
| Victoire | 51-6-4   | Dan Christison        | Décision                                | Aztec Challenge 1                                                 | 6 septembre 2002   | 3     | 5:00  | Ciudad Juárez                           |                                          |
| Victoire | 50-6-4   | John Jensen           | KO technique (arrêt de l'entraîneur)    | KOTC 14: 5150                                                     | 19 juin 2002       | 1     | 5:00  | Bernalillo (Nouveau-Mexique)            |                                          |
| Victoire | 49-6-4   | Steve Sayegh          | Soumission (coups de poing)             | Dangerzone: Caged Heat                                            | 13 avril 2002      | 1     | 5:45  | New Town (Dakota du Nord)               |                                          |
| Victoire | 48-6-4   | Forrest Griffin       | Décision unanime                        | RSF 5: New Blood Conflict                                         | 27 octobre 2001    | 3     | 4:00  | Augusta (Géorgie)                       |                                          |
| Égalité  | 47-6-4   | Travis Fulton         | Égalité                                 | Iowa Challenge 3                                                  | 22 septembre 2001  | 3     | 5:00  | Waterloo (Iowa)                         |                                          |
| Victoire | 47-6-3   | Lenn Walker           | Soumission (coups de poing)             | UW: St. Paul                                                      | 15 juillet 2001    | 1     | 1:49  | Saint Paul (Minnesota)                  |                                          |
| Victoire | 46-6-3   | Travis Fulton         | Décision unanime                        | WEC 1                                                             | 30 juin 2001       | 3     | 5:00  | Lemoore (Californie)                    |                                          |
| Victoire | 45-6-3   | Wes Sims              | Décision unanime                        | RSF 2: Attack at the Track                                        | 23 juin 2001       | 3     | 4:00  | Chester (Virginie-Occidentale)          |                                          |
| Victoire | 44-6-3   | Harry Moskowitz       | Soumission (keylock)                    | Reality Combat Fighting 11                                        | 10 mai 2001        | 1     | 2:12  | Houma (Louisiane)                       |                                          |
| Défaite  | 43-6-3   | Jonathan Wiezorek     | Soumission (étranglement)               | RSF 1: Redemption in the Valley                                   | 21 avril 2001      | 2     | 1:03  | Wheeling (Virginie-Occidentale)         |                                          |
| Victoire | 43-5-3   | Aaron Keeney          | Soumission (keylock)                    | Dangerzone: Insane In Ft. Wayne                                   | 25 novembre 2000   | 1     | 2:03  | Fort Wayne (Indiana)                    |                                          |
| Victoire | 42-5-3   | Travis Fulton         | Soumission (étranglement arrière)       | Dangerzone: Night of the Beast                                    | 28 octobre 2000    | 1     | 2:01  | Lynchburg (Virginie)                    |                                          |
| Défaite  | 41-5-3   | Pedro Rizzo           | KO technique (coups de pied à la jambe) | UFC 27                                                            | 22 septembre 2000  | 1     | 1:32  | La Nouvelle-Orléans (Louisiane)         |                                          |
| Victoire | 41-4-3   | Andrei Kopylov        | Décision unanime                        | Rings: Millennium Combine 3                                       | 23 août 2000       | 2     | 5:00  | Osaka                                   |                                          |
| Victoire | 40-4-3   | John Dixson           | Soumission (keylock)                    | Continental Freefighting Alliance 2                               | 19 juillet 2000    | 1     | 5:18  | Corinth (Mississippi)                   |                                          |
| Victoire | 39-4-3   | Ron Rumpf             | Soumission (keylock)                    | Dangerzone: Battle At The Bear                                    | 8 juillet 2000     | 1     | 0:54  | New Town (Dakota du Nord)               |                                          |
| Victoire | 38-4-3   | Robert Stines         | Soumission (neck crank)                 | Dangerzone: Ft. Wayne 2                                           | 20 mai 2000        | 1     | 0:44  | Fort Wayne (Indiana)                    |                                          |
| Victoire | 37-4-3   | Marcus Silveira       | Soumission (arm triangle choke)         | WEF 9: World Class                                                | 13 mai 2000        | 1     | 4:46  | Evansville (Indiana)                    |                                          |
| Victoire | 36-4-3   | Bart Vale             | KO technique (arrêt du médecin)         | CFA 1: Collision at the Crossroads                                | 25 mars 2000       | 2     | 0:36  | Corinth (Mississippi                    |                                          |
| Défaite  | 35-4-3   | Josh Barnett          | Soumission (clé de bras)                | SuperBrawl 16                                                     | 8 février 2000     | 4     | 1:21  | Honolulu (Hawaï)                        |                                          |
| Victoire | 35-3-3   | Mark Jaquith          | Décision                                | Dangerzone: Ft. Wayne                                             | 22 novembre 1999   | 1     | 15:00 | Fort Wayne (Indiana)                    |                                          |
| Victoire | 34-3-3   | Phil Ortiz            | Soumission (keylock)                    | Extreme Challenge 28                                              | 9 octobre 1999     | 1     | 1:55  | Ogden (Utah)                            |                                          |
| Victoire | 33-3-3   | David Ferguson        | Soumission (coups de poing)             | Dangerzone: Ft. Smith                                             | 18 septembre 1999  | 1     | 8:36  | Fort Wayne (Indiana)                    |                                          |
| Victoire | 32-3-3   | Nick Starks           | Décision                                | Ultimate Reality Fighting                                         | 18 juillet 1999    | NC    | NC    | Orlando (Floride)                       |                                          |
| Victoire | 31-3-3   | Brad Kohler           | KO technique                            | Ultimate Wrestling                                                | 25 juin 1999       | 1     | 7:57  | Cleveland (Ohio)                        |                                          |
| Victoire | 30-3-3   | Slade Martin          | Soumission (keylock)                    | Dangerzone: Mahnomen                                              | 19 juin 1999       | 1     | 3:30  | Mahnomen (Minnesota)                    |                                          |
| Victoire | 29-3-3   | Ross Quam             | Soumission (jaw lock)                   | Brawl in the Black Hills 1                                        | 15 mai 1999        | 1     | NC    | Rapid City (Dakota du Sud)              |                                          |
| Victoire | 28-3-3   | Kevin Rosier (en)     | Soumission                              | Cage Combat 1                                                     | 8 décembre 1998    | 1     | 1:00  | Conesville (Iowa)                       |                                          |
| Victoire | 27-3-3   | Joe Frailey           | Soumission (clé de bras)                | SuperBrawl 9                                                      | 19 septembre 1998  | 1     | 4:02  | El Paso (Texas)                         |                                          |
| Égalité  | 26-3-3   | Pat Miletich          | Égalité                                 | Extreme Challenge 20                                              | 22 août 1998       | 1     | 20:00 | Davenport (Iowa)                        |                                          |
| Victoire | 26-3-2   | Chris Franco          | KO technique (arrêt du médecin)         | SuperBrawl 8                                                      | 4 août 1998        | 1     | 4:55  | Honolulu (Hawaï)                        |                                          |
| Victoire | 25-3-2   | Sam Adkins            | Soumission (fatigue)                    | International Fighting Championships 8: Showdown at Shooting Star | 20 juin 1998       | 1     | 12:53 | Mahnomen (Minnesota)                    |                                          |
| Victoire | 24-3-2   | Steve Miller          | Soumission (étranglement arrière)       | World Shoot Wrestling                                             | 12 juin 1998       | 1     | 5:45  | Pasadena (Texas)                        |                                          |
| Victoire | 23-3-2   | John Calvo            | KO technique (coups de poing)           | SuperBrawl 7                                                      | 25 avril 1998      | 1     | 3:38  | Guam                                    |                                          |
| Victoire | 22-3-2   | Travis Fulton         | Soumission (keylock)                    | Gladiators 2                                                      | 18 avril 1998      | 1     | 10:39 | Iowa                                    |                                          |
| Victoire | 21-3-2   | Kevin Rosier (en)     | KO technique (coups de genou)           | Extreme Challenge 15                                              | 27 février 1998    | 1     | 0:53  | Muncie (Indiana)                        |                                          |
| Égalité  | 20-3-2   | Kimo Leopoldo         | Égalité (limite de temps atteinte)      | PRIDE 1                                                           | 11 octobre 1997    | 1     | 30:00 | Tokyo, Japon                            |                                          |
| Victoire | 20-3-1   | John Renfroe          | Soumission (keylock)                    | International Fighting Championships 6: Battle at Four Bears      | 20 septembre 1997  | 1     | 2:28  | New Town (Dakota du Nord)               |                                          |
| Victoire | 19-3-1   | John Dixson           | Soumission (coups de poing)             | International Fighting Championships 5: Battle in the Bayou       | 5 septembre 1997   | 1     | 2:33  | Bâton Rouge (Louisiane)                 |                                          |
| Victoire | 18-3-1   | Lance Gibson          | Soumission (keylock)                    | SuperBrawl 5                                                      | 23 août 1997       | 1     | 26:52 | Guam                                    |                                          |
| Victoire | 17-3-1   | Paul Buentello        | Soumission (headlock)                   | Unified Shoot Wrestling Federation 6                              | 16 août 1997       | 1     | 2:55  | Amarillo (Texas)                        |                                          |
| Victoire | 16-3-1   | Ebenezer Fontes Braga | KO technique (arrêt du médecin)         | International Vale Tudo Championship 1: Real Fight Tournament     | 6 juillet 1997     | 1     | 8:17  | Brésil                                  |                                          |
| Égalité  | 15-3-1   | Jeremy Horn           | Égalité                                 | Extreme Challenge 7                                               | 25 juin 1997       | 1     | 20:00 | Council Bluffs (Iowa)                   |                                          |
| Victoire | 15-3     | John Renfroe          | KO technique (coups de poing)           | Extreme Challenge 6                                               | 10 mai 1997        | 1     | 2:29  | Battle Creek (Michigan)                 |                                          |
| Défaite  | 14-3     | Mark Coleman          | Soumission (clé de cou)                 | UFC 12                                                            | 7 février 1997     | 1     | 2:57  | Dothan, Alabama, États-Unis             | Pour le titre des poids lourds de l'UFC. |
| Victoire | 14-2     | Steven Goss           | Soumission (étranglement arrière)       | Extreme Challenge 1                                               | 23 novembre 1996   | 1     | 1:53  | Des Moines (Iowa)                       |                                          |
| Victoire | 13-2     | Mitsuhiro Matsunaga   | Soumission (clé de bras inversé)        | U-Japan                                                           | 17 novembre 1996   | 1     | 1:32  | Tokyo, Japon                            |                                          |
| Victoire | 12-2     | Mario Neto            | Décision                                | Universal Vale Tudo Fighting 4                                    | 22 octobre 1996    | 1     | 40:00 | Brésil                                  |                                          |
| Victoire | 11-2     | Dennis Reed           | Soumission (neck ckrank)                | Brawl at the Ballpark 1                                           | 1er septembre 1996 | 1     | 4:10  | Davenport (Iowa)                        |                                          |
| Victoire | 10-2     | Doug Murphy           | Soumission (clé de bras)                | Vale Tudo Japan 1996                                              | 7 juillet 1996     | 1     | 3:23  | Urayasu                                 |                                          |
| Victoire | 9-2      | Ken Shamrock          | Décision                                | UFC 9: Motor City Madness                                         | 17 mai 1996        | 1     | 30:00 | Detroit, Michigan, États-Unis           |                                          |
| Victoire | 8-2      | Oleg Taktarov         | Décision                                | UFC: Ultimate Ultimate 1995                                       | 16 décembre 1995   | 1     | 30:00 | Denver, Colorado, États-Unis            |                                          |
| Victoire | 7-2      | David Abbott          | Décision unanime                        | UFC: Ultimate Ultimate 1995                                       | 16 décembre 1995   | 1     | 18:00 | Denver, Colorado, États-Unis            |                                          |
| Victoire | 6-2      | Paul Varelans         | Soumission (étranglement bras-tête)     | UFC: Ultimate Ultimate 1995                                       | 16 décembre 1995   | 1     | 1:40  | Denver, Colorado, États-Unis            |                                          |
| Défaite  | 5-2      | Ken Shamrock          | Soumission (étranglement en guillotine) | UFC 6: Clash of the Titans                                        | 14 juillet 1995    | 1     | 2:14  | Casper, Wyoming, États-Unis             |                                          |
| Victoire | 5-1      | Dave Beneteau         | Soumission (clé de bras)                | UFC 5: The Return of the Beast                                    | 7 avril 1995       | 1     | 3:01  | Charlotte, Caroline du Nord, États-Unis |                                          |
| Victoire | 4-1      | Oleg Taktarov         | KO techniqque (coupures)                | UFC 5: The Return of the Beast                                    | 7 avril 1995       | 1     | 4:21  | Charlotte, Caroline du Nord, États-Unis |                                          |
| Victoire | 3-1      | Joe Charles           | Soumission (étranglement arrière)       | UFC 5: The Return of the Beast                                    | 7 avril 1995       | 1     | 1:38  | Charlotte, Caroline du Nord, États-Unis |                                          |
| Défaite  | 2-1      | Royce Gracie          | Soumission (étranglement en triangle)   | UFC 4: Revenge of the Warriors                                    | 16 décembre 1994   | 1     | 15:49 | Tulsa, Oklahoma, États-Unis             |                                          |
| Victoire | 2-0      | Marcus Bossett        | Soumission (étranglement arrière)       | UFC 4: Revenge of the Warriors                                    | 16 décembre 1994   | 1     | 0:52  | Tulsa, Oklahoma, États-Unis             |                                          |
| Victoire | 1-0      | Anthony Macias        | Soumission (étranglement arrière)       | UFC 4: Revenge of the Warriors                                    | 16 décembre 1994   | 1     | 1:45  | Tulsa, Oklahoma, États-Unis             |                                          |

### En catch
- Global Wrestling Alliance (GWA)
  - 3 fois champion poids lourd de la GWA[8]
- National Wrestling Alliance (NWA)
  - 2 fois champion du monde poids lourd de la NWA[9]
- NWA UK Hammerlock
  - 1 fois champion poids lourd de Grande Bretagne de la NWA UK Hammerlock[10]
- Price Of Glory Wrestling (POGW)
  - 1 fois champion poids lourd de la POGW[11]

### En lutte
- Championnat du monde de lutte libre Junior
  -  dans la catégorie des moins de 90 kg en 1977[4]
- Super Championnat du monde de lutte libre
  -  dans la catégorie des moins de 100 kg en 1985[4]
- Championnat du monde de lutte libre
  - 6e dans la catégorie des moins de 100 kg en 1985[4]
- Coupe du Monde de lutte libre
  -  dans la catégorie des moins de 100 kg de la manche à Toledo en 1986[4]
- Championnat panaméricain de lutte libre
  -  dans la catégorie des moins de 100 kg en 1985[4]